# Liste der brasilianischen Botschafter in Uruguay
Die brasilianische Botschaft befindet sich am Bulevar Artigas 1328 in Montevideo.
| Ernannt       | Name                                         | Bemerkungen | ernannt während der Regierung von    | akkreditiert während der Regierung von | Posten verlassen |
| ------------- | -------------------------------------------- | --- | ------------------------------------ | -------------------------------------- | ---------------- |
| 20. Jan. 1837 | Manoel de Almeida Vasconcellos               | Geschäftsträger und Generalkonsul                                                                                              | Peter II. (Brasilien)                | Manuel Oribe                           |                  |
| 1869          | José Maria da Silva Paranhos                 | | Peter II. (Brasilien)                | Venancio Flores                        | 1870             |
| 1912          | Carlos Lengruber Kropf                       | Geschäftsträger | Hermes Rodrigues da Fonseca          | José Batlle y Ordóñez                  | 1913             |
| 1913          | Eusébio de Queirós Coutinho Matoso Câmara    | Geschäftsträger | Hermes Rodrigues da Fonseca          | José Batlle y Ordóñez                  |                  |
| 1913          | José Joaquim de Lima e Silva Moniz de Aragão | Geschäftsträger | Hermes Rodrigues da Fonseca          | José Batlle y Ordóñez                  |                  |
| 2. Sep. 1913  | Bruno Gonçalves Chaves                       | | Hermes Rodrigues da Fonseca          | José Batlle y Ordóñez                  | 6. Apr. 1914     |
| 1914          | José Joaquim de Lima e Silva Moniz de Aragão | Geschäftsträger | Venceslau Brás Pereira Gomes         | José Batlle y Ordóñez                  |                  |
| 27. Sep. 1914 | Cyro de Azevedo                              | | Venceslau Brás Pereira Gomes         | José Batlle y Ordóñez                  | 15. Dez. 1919    |
| 1919          | Lucllio Antônio da Cunha Bueno               | Geschäftsträger | Epitácio da Silva Pessoa             | Baltasar Brum                          | 1920             |
| 13. Juni 1920 | Luiz Guimarães Filho                         | | Epitácio da Silva Pessoa             | Baltasar Brum                          | 11. Okt. 1924    |
| 1924          | Gastão Paranhos do Rio Branco                | Geschäftsträger | Artur da Silva Bernardes             | José Serrato                           |                  |
| 13. Dez. 1924 | José Tomaz de Nabuco Gouvéa                  | | Artur da Silva Bernardes             | José Serrato                           | 18. Juni 1926    |
| 1926          | Carlos Taylor                                | Geschäftsträger | Washington Luís Pereira de Sousa     | José Serrato                           |                  |
| 20. Aug. 1926 | Hélio Lobo                                   | | Washington Luís Pereira de Sousa     | José Serrato                           | 22. Nov. 1930    |
| 1930          | Décio Honorato de Moura                      | Geschäftsträger | Getúlio Vargas                       | Juan Campisteguy                       | 1931             |
| 27. Feb. 1931 | Arthur Guimarães de Araujo Jorge             | | Getúlio Vargas                       | Gabriel Terra                          | 9. Aug. 1931     |
| 10. Aug. 1931 | Lucílio Antônio da Cunha Bueno               | | Getúlio Vargas                       | Gabriel Terra                          | 26. Dez. 1937    |
| 27. Dez. 1937 | João Baptista Lusardo                        | | Getúlio Vargas                       | Gabriel Terra                          | 19. Mai 1945     |
| 1945          | Décio Martins Coimbra                        | Geschäftsträger | José Linhares                        | Juan José de Amézaga                   |                  |
| 1945          | Alvaro Teixeira Soares                       | Geschäftsträger | José Linhares                        | Juan José de Amézaga                   |                  |
| 29. Aug. 1945 | José Roberto de Macedo Soares                | | José Linhares                        | Juan José de Amézaga                   | 24. Sep. 1951    |
| 1950          | Oswaldo Barreto e Silva                      | Geschäftsträger | Eurico Gaspar Dutra                  | Luis Batlle Berres                     | 1951             |
| 1951          | Sylvio Ribeiro de Carvalho                   | Geschäftsträger | Getúlio Vargas                       | Andrés Martínez Trueba                 |                  |
| 10. Okt. 1951 | Walter Jobim                                 | | Getúlio Vargas                       | Andrés Martínez Trueba                 | 30. Okt. 1955    |
| 1955          | Manuel de Teffé                              | Geschäftsträger | Nereu Ramos                          | Luis Batlle Berres                     |                  |
| 1955          | Jacome Baggi de Berenguer César              | Geschäftsträger | Nereu Ramos                          | Luis Batlle Berres                     |                  |
| 1957          | Alfonso Rodriguez Palmeiro                   | Geschäftsträger | Juscelino Kubitschek                 | Zubiría Urtiague                       | 1958             |
| 18. Jan. 1958 | Walder Lima Sarmanho                         | | Juscelino Kubitschek                 | Arturo Lezama Bagez                    |                  |
| 1963          | Júlio Agostinho de Oliveira                  | Geschäftsträger | João Goulart                         | Daniel Fernández Crespo                |                  |
| 1963          | Jurandyr Carlos Baroso                       | Geschäftsträger | João Goulart                         | Daniel Fernández Crespo                |                  |
| 1964          | Júlio Agostinho de Oliveira                  | Geschäftsträger | João Goulart                         | Luis Giannattasio                      |                  |
| 13. Sep. 1964 | Manoel Pio Corrêa Junior                     | | João Goulart                         | Luis Giannattasio                      | 24. Jan. 1966    |
| 1966          | Alarico de Silveira Junior                   | Geschäftsträger | Humberto Castelo Branco              | Alberto Héber Usher                    |                  |
| 1966          | Ramiro Elysio Saraive Guerreiro              | Geschäftsträger | Humberto Castelo Branco              | Alberto Héber Usher                    |                  |
| 16. Mai 1965  | Sérgio Armando Frazäo                        | | Humberto Castelo Branco              | Washington Beltrán                     | 19. Dez. 1968    |
| 1968          | Quintino Symphoroso Deseta                   | Geschäftsträger | Artur da Costa e Silva               | Jorge Pacheco Areco                    | 1969             |
| 31. Jan. 1969 | Luiz Leivas Bastian Pinto                    | | Emílio Garrastazu Médici             | Jorge Pacheco Areco                    | 24. Juli 1971    |
| 15. Aug. 1971 | Arnaldo Vasconcellos                         | | Emílio Garrastazu Médici             | Jorge Pacheco Areco                    | 20. Apr. 1973    |
| 1. Jan. 1975  | Jorge de Sá Almeida                          | | Ernesto Geisel                       | Juan María Bordaberry                  | 12. Apr. 1975    |
| 13. Apr. 1975 | Jorge Saltarelli Júnior                      | Geschäftsträger | Ernesto Geisel                       | Juan María Bordaberry                  | 22. Aug. 1975    |
| 23. Aug. 1975 | Jorge de Sá Almeida                          | | Ernesto Geisel                       | Juan María Bordaberry                  | 18. Nov. 1975    |
| 19. Nov. 1975 | Jorge Saltarelli Júnior                      | Geschäftsträger | Ernesto Geisel                       | Juan María Bordaberry                  | 21. Nov. 1975    |
| 22. Nov. 1975 | Jorge de Sá Almeida                          | | Ernesto Geisel                       | Juan María Bordaberry                  | 31. Dez. 1975    |
| 11. Mai 1981  | Raul Henrique Castro e Silva de Vincenzi     | (* 1918; † 28. Oktober 2010) 1977–1981: Botschafter in Santiago de Chile                                                       | João Baptista de Oliveira Figueiredo | Gregorio Álvarez                       | 1985             |
| 1985          | Jorge Carlos Ribeiro                         | | José Sarney                          | Julio María Sanguinetti                | 1993             |
| 1993          | Renato Prado Guimarães                       | 30. Juni 1988–1992:Botschafter in Caracas                                                                                      | Itamar Franco                        | Luis Alberto Lacalle Herrera           |                  |
| 1996          | Luiz Augusto Saint-Brisson de Araújo Castro  | (* 20. August 1946 in New York City) Sohn von Myriam Saint-Brisson und Joâo Augusto de Araujo Castro 2005: Botschafter in Lima | Fernando Henrique Cardoso            | Julio María Sanguinetti                | 13. Juni 2000    |
| 13. Juni 2000 | Francisco Thompson-Flôres Netto              | [ 4 ] | Fernando Henrique Cardoso            | Jorge Batlle Ibáñez                    |                  |
| 13. Sep. 2002 | Eduardo dos Santos                           | [ 5 ] | Fernando Henrique Cardoso            | Jorge Batlle                           |                  |
| 16. Feb. 2006 | José Eduardo Martins Felicio                 | (* 12. Dezember 1950 in São Paulo) Sohn von Aurora Martins Felício und José Elias Felício                                      | Luiz Inácio Lula da Silva            | Tabaré Vázquez                         | 2010             |
| 11. Mai 2010  | João Carlos de Souza Gomes                   | [ 7 ] | Luiz Inácio Lula da Silva            | José Mujica                            |                  |